# Paul Maria Hafner
Paul Maria Hafner (Mals,Tirol Sur, 24 de febrero de 1923 - España, febrero de 2010) fue un oficial de las Waffen-SS. Vivíó en España desde 1954, pero tenía la nacionalidad italiana.

## Biografía
Paul Maria Hafner nació como hijo mayor de un posadero y agricultor. Después de asistir a la escuela en Mals y Schlanders, Paul Hafner ingresó en el Escuela franciscana de Bolzano, de donde, sin embargo, se trasladó al Lyzeum de Merano en 1938.
Hafner llegó a Berlín en 1940 con el apoyo de las Völkischer Kampfring Südtirols, donde se alistó en la SS el 17 de febrero de 1941 (número de socio 490.167). Luchó en la 6.ª División de Montaña de las SS "Norte" en la Frente Oriental en Finlandia en los siguientes años de la guerra hasta 1944. También sirvió durante un tiempo como instructor en la Escuela de Junkers de las SS en Bad Tölz y en los campos de concentracións Buchenwald y campo de concentración de Dachau. Al final de la guerra, fue miembro de la 38.ª División de Granaderos de las SS "Nibelungen", que se rindió al Ejército de los Estados Unidos cerca de Garmisch-Partenkirchen en 1945. Durante su estancia como prisionero de guerra, conoció a Otto Skorzeny y a Josef Schwammberger, con quienes mantuvo un estrecho contacto posteriormente.
Tras el final de la guerra, Hafner estudió en la Universidad de Innsbruck, donde se doctoró (PhD) en 1949 con una disertación sobre las relaciones económicas entre el Norte y el Tirol del Sur. En los años siguientes trabajó en Milán y Bolzano, de 1951 a 1953 fue director técnico de la empresa Generalpioggia de Karl Nicolussi-Leck y Much Tutzer, filial de Mannesmannregner GmbH. En diciembre de 1953 se casó en Innsbruck y poco después se trasladó a Madrid. Hafner siempre tuvo estrechos contactos con los camaradas de las SS del Tirol del Sur y se benefició de sus conexiones internacionales. El oficial de las SS Karl Nicolussi-Leck consiguió un trabajo para Hafner en Mannesmann, en España. Más tarde, Hafner probó a dirigir una posada en el Tiroler Hof de Madrid; además, dirigió allí una granja de cerdos. Hafner murió en España en febrero de 2010, según la notificación del partido del municipio de Mals. El entierro en urna tuvo lugar a finales de julio en el cementerio de su ciudad natal, Mals, en Vinschgau.
Paul Maria Hafner se dio a conocer al público internacional en 2007 a través del documental El paraíso de Hafner del director austriaco Günter Schwaiger. En la película, Hafner revela su entusiasmo por Adolf Hitler y el nazismo, que duró hasta el final de su vida.

## Premios de guerra
- Cruz de Hierro I. y II. Clase

## Lectura adicional
- Georg Mair: Una vida como nazi. La increíble historia del hombre de las SS del Tirol del Sur Paul Hafner, que todavía hoy admite abiertamente el nacionalsocialismo". Revista FF Weekly 5/2008
- Gerald Steinacher: Nazis en fuga. Cómo los criminales de guerra escaparon al extranjero a través de Italia". Studienverlag Vienna-Innsbruck-Munich 2008 ISBN 978-3-7065-4026-1.
- Gerald Steinacher: Ausgrenzung in die Wirtschaft? Carreras de los nacionalsocialistas del Tirol del Sur después de 1945 En: Hannes Obermair et al. (eds.): Regional Civil Society on the Move. Viena-Bolzano: Folio Verlag 2012. ISBN 978-3-85256-618-4, pp. 272-285, esp. pp. 276-278.